# Бакаев, Юрий Николаевич
Юрий Николаевич Бакаев (27 сентября 1924, Михайловск — 7 сентября 2014, Москва) — советский и российский учёный в области радиотехники, лауреат Государственной премии СССР, доктор технических наук, профессор, полковник вооружённых сил СССР.
Доктор технических наук (1962 год), профессор (1966 год). Лауреат Государственной премии СССР (1986 год). Почётный радист СССР.

## Биография
Родился в семье бухгалтера. Двое братьев (младший и старший). Жена (отоларинголог), двое детей (сын и дочь), трое внуков.
Участник Великой Отечественной войны. Начал службу в декабре 1942 года слушателем ВВИА им. проф. Н. Е. Жуковского. В 1944 году участвовал в боевых действиях в качестве авиамеханика 109-го авиационного полка дальнего действия (Центральный фронт), участвовавшего в снятии блокады с Ленинграда. Награждён орденом Красной Звезды, орденом Отечественной войны 2 степени (20.04.1990), 13 медалями, включая медали «За отвагу», «За боевые заслуги» (21.08.1953) и «За победу над Германией в Великой Отечественной войне 1941—1945 годов» (09.05.1945).
Окончил ВВИА им. проф. Н. Е. Жуковского с отличием (1948 год), адъюнктуру ВВИА им. проф. Н. Е. Жуковского (1953 год).
Начинал научную карьеру в Киевском высшем инженерном авиационном училище ВВС в качестве преподавателя (впоследствии старшего преподавателя). С января 1958 года сотрудник ВВИА им. проф. Н. Е. Жуковского, где работал в должностях преподавателя (1958—1961), старшего преподавателя (1961—1975), заместителя начальника кафедры автоматизированных систем радионавигации и радиосвязи (1975—1980).
Большую часть научной карьеры Ю. Н. Бакаев занимался разработками для радиосвязи ВВС, в особенности в области статистической радиотехники и методов оптимального построения радиотехнических систем. Наиболее известными являются работы по статистическому анализу следящих радиотехнических систем, в частности по статистической динамике системы фазовой автоподстройки частоты. Публикации по этой теме (в соавторстве) получили международное признание и послужили основой для исследований на кафедре по квазикогерентному приему радиосигналов. После увольнения из Вооруженных Сил в 1980 году Ю. Н. Бакаев продолжал сотрудничество с кафедрой автоматизированных систем радионавигации и радиосвязи ВВИА им. проф. Н. Е. Жуковского.
Подготовил 10 кандидатов технических наук. Участвовал в создании и развитии учебной специальности «Статистическая теория радиотехнических устройств», впервые введенной в СССР в 1958 году.